# Fisarmonica
La fisarmonica (dal greco antico: φῦσα?, phȳsa, "soffio/mantice" e ἁρμονικός, harmonikòs, "armonico"), "accordéon" in francese, "accordion" in inglese e "Akkordeon" in tedesco, è uno strumento aerofono a tastiera, con mantice, ad ancia libera.
Chi suona la fisarmonica è chiamato fisarmonicista.

## Storia
Il primo brevetto di un Akkordion, nome tuttora usato in molte lingue (pur con varianti grafiche) per indicare la fisarmonica, fu depositato il 6 maggio 1829 a Vienna dal costruttore di organi e pianoforti Cyrill Demian e dai suoi figli Carl e Guido, sulla base di uno strumento precedentemente costruito da Ch.F.L. Buschmann, già inventore (nel 1821) dell'armonica a bocca. Nei decenni successivi altri costruttori sperimentarono e produssero modelli diversi in Austria (M. Bauer, F. Walther), in Francia (J.B.N. Fourneux e M. Busson), in Belgio (Ch. Buffet) e in Russia (N. Beloborodov). In Italia, colui che sviluppò lo strumento nella forma oggi più diffusa fu Paolo Soprani, che diede origine ad una fiorente attività artigianale, poi divenuta una vera e propria industria della fisarmonica, ancor oggi diffusa nelle Marche centrali, specie a Castelfidardo. 
La popolarità dello strumento favorì lo sviluppo di produzioni in serie fin dalla seconda metà del XIX secolo, ad opera della ditta Hohner (Trossingen, 1857), delle ditte italiane Soprani (Castelfidardo, 1863) e Dallapè (Stradella, 1876) e nella città russa di Tula.

## Caratteristiche
La fisarmonica è dotata di due tastiere o manuali. Il manuale di destra, detto anche cantabile, può essere composto da una tastiera simile a quella di un pianoforte o con una serie di bottoni di comando (fisarmonica cromatica), mentre il manuale di sinistra è composto solo di bottoni.

### Bassi
Vi sono due tipi di bassi: 

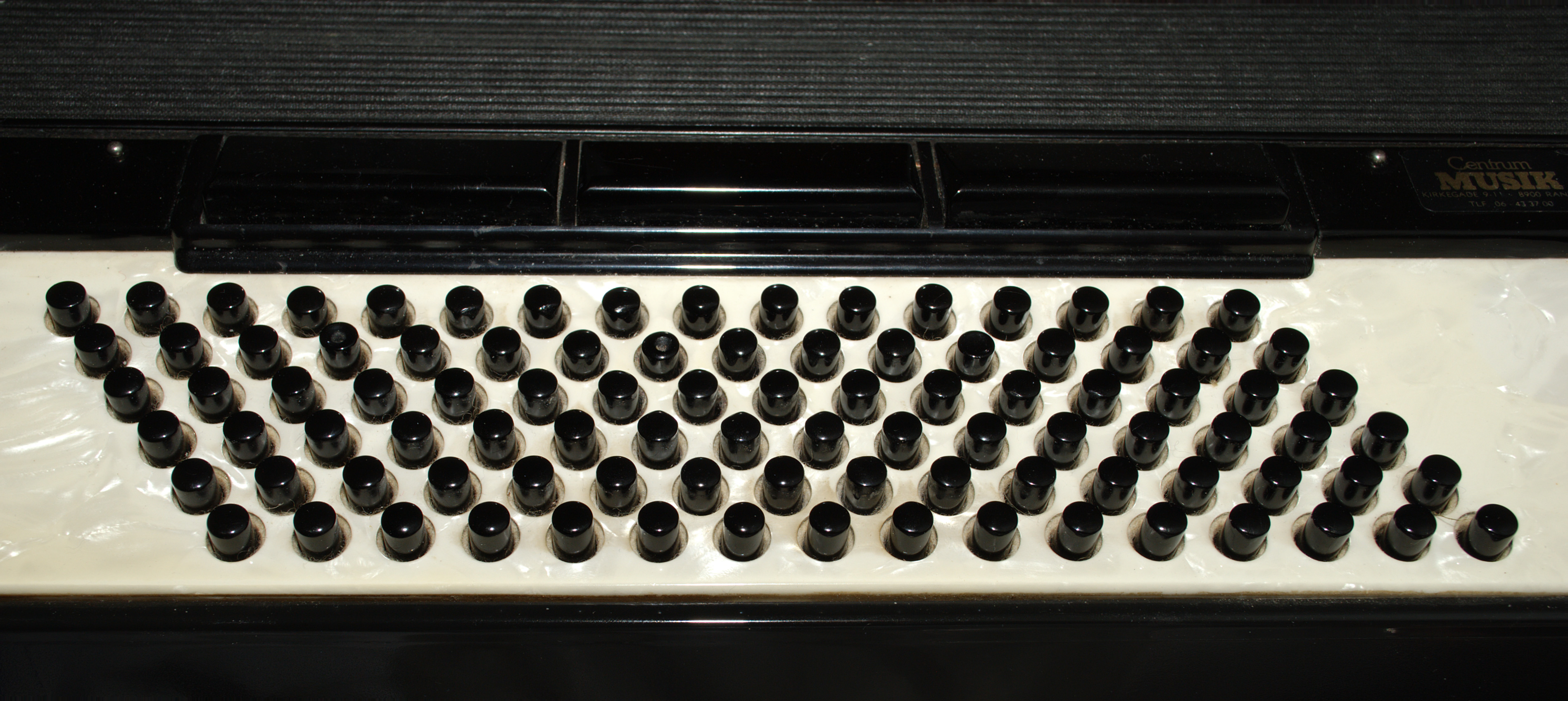
Bassi di una fisarmonica Stradella.

- bassi tradizionali (o standard, detti anche Stradella dal nome del paese in cui l'ideatore Mariano Dallapè, perfezionando un suo strumento, nel 1871 realizzò il primo prototipo con questa meccanica): in questo caso la tastiera di sinistra è tipicamente costituita da due file di bottoni per il basso (chiamate, rispettivamente, "dei bassi" e "dei contrabbassi", definizione impropria perché in realtà sono tutti "bassi"), dove ad ogni bottone corrisponde una singola nota grave e tali note sono disposte per ordine di quinta. L'estensione dei "bassi" è limitata ad una sola ottava che può essere estesa soltanto agendo sui registri. Seguono altre quattro file di bottoni tipicamente relative alla cosiddetta "armonia": 1ª fila accordo maggiore, 2ª fila accordo minore, 3ª fila accordo di settima di dominante (senza la quinta), 4ª fila accordo di settima diminuita. In questo basso diviene facile per l'esecutore eseguire gli accompagnamenti tradizionali (valzer, mazurca eccetera) alla musica popolare, alternando la pressione sul "basso" (di solito col quarto e terzo dito) e sull'accordo (terzo e secondo), ottenendo il tipico "zum-pa-pa" della fisarmonica, mentre diviene difficile o impossibile effettuare le melodie, spesso di estensione oltre l'ottava, richieste nella musica classica.

- bassi sciolti, detti anche free bass: in questa disposizione, tutti i tasti suonano una singola nota, senza accordi precostituiti, con una estensione di più ottave in base al numero di bassi (di solito da 48 a 120), permettendo all'esecutore di suonare le melodie più complesse. Eventuali accordi dovranno ovviamente essere realizzati premendo più tasti contemporaneamente. Di questo sistema esistono diverse versioni: nel sistema cosiddetto per quinte due tasti vicini in senso verticale sono separati da una quinta; nel sistema per terze minori (tasti separati in verticale da terze minori) si hanno più disposizioni (B-griff, C-griff, tipo Bajan ed altri) che si sono diffuse nelle diverse aree geografiche e in base alle preferenze dell'esecutore. Nella maggioranza delle fisarmoniche a "bassi sciolti", esiste un dispositivo chiamato converter o convertitore, generalmente un tasto sulla cassa, che permette di passare dalla disposizione "standard" (bassi e accordi precomposti) a quella a "bassi sciolti" cosicché si possa usare lo strumento in entrambe le versioni anche se esistono modelli dotati di soli bassi sciolti.

- Esiste anche il cosiddetto sistema belga, o “alla modenese”, usato oggi da pochissimi fisarmonicisti. Fu introdotto da Francesco Marmiroli, noto fisarmonicista, concertista e compositore. Uno dei suoi allievi più noti Gigi Stok portò avanti l’utilizzo di questo sistema assieme al grande Barimar. Oggi è usato da Daniele Donadelli.

Il pollice è il dito meno utilizzato sulla bottoniera sinistra (in alcune esecuzioni si usa per premere i bottoni della fila più esterna) e serve soprattutto per equilibrare la mano e per premere il bottone laterale al mantice che, aprendo i fori dell'aria senza far suonare alcuna nota, permette una maggiore velocità di chiusura e di apertura del mantice stesso.

### Cantabile
Il manuale sul lato destro è detto "cantabile" e può essere alternativamente costituito da una tipica tastiera di tipo organistico oppure da un sistema di bottoni disposti cromaticamente.
- Il manuale in formato "organo" (o "tipo pianoforte", per la somiglianza estetica con quella tastiera) può avere un numero di tasti (tra bianchi e neri) variabile (fino ai 47 per gli strumenti più completi) ed ha un metodo d'utilizzo del tutto uguale a quello di un normale organo. La disposizione verticale dei tasti ne facilita l'utilizzo di esecuzione. Essa è differente da quella del pianoforte sia per le caratteristiche meccaniche di azionamento del tasto, sia per la corsa inferiore, sia per il fatto che la dinamica dei suoni (cioè il loro volume individuale) non viene prodotta dalla differente pressione delle dita sullo strumento ma è la conseguenza della diversa intensità di apertura del mantice, quindi un'apertura del mantice poco energica produrrà un suono debole, mentre una maggior forza nell'apertura o chiusura del mantice produrrà un suono più forte. Il volume sonoro, oltre che dalla quantità d'aria, è anche influenzato dal registro selezionato, ossia dal numero di ance azionate contemporaneamente dallo stesso tasto.
- Il manuale con sistema a bottoni, invece, presenta 3, 4, 5 o 6 file di bottoni. In questo caso si parla impropriamente di "fisarmonica cromatica" (errore perché anche la precedente è cromatica) mentre il termine corretto è "fisarmonica (o sistema) a bottoni". Le più comuni sono il C-Griff (o sistema italiano) e il B-Griff (sistema russo).
- Vi sono poi altre tastiere con tasti di differente disposizione, forma e colore: Kravtsov, Reuther, Atzarin, Janko eccetera, ideate per facilitare la diteggiatura e l'esecuzione. Si tratta però di tastiere assai poco diffuse.

### Mantice
Il cuore della fisarmonica è il mantice che viene azionato dall'esecutore per immettere l'aria necessaria a far vibrare le ance: è mosso direttamente dal braccio sinistro dell'esecutore (diversamente da strumenti similari quali la concertina e il Bandoneón in cui il mantice si apre e chiude con entrambe le braccia) ed è considerato il polmone della fisarmonica, il mezzo per ottenere l'espressione, come l'arco per il violino, il tocco per il pianoforte, il respiro per gli strumenti a fiato. Esso è fatto di cartone pieghettato ricoperto di tela tenuto insieme, negli angoli interni, da pelli morbide, le quali permettono qualsiasi movimento senza dispersione di aria, mentre le estremità di ogni singola piega sono coperte di pegamoide; gli angoli maggiormente esposti a sfregamento e urti, sono rivestiti di metallo per aumentarne la resistenza. Il mantice viene fissato alle due casse armoniche (lato bassi e lato cantabile) da spinotti o, più raramente, da viti. 
Modo di usare il mantice: la mano sinistra, infilata fra la cinghia e la cassa armonica (lato bassi) regola i movimenti del mantice. Solitamente si inizia con il mantice in aprire, ma sia nell'aprirlo che nel chiuderlo si deve porre attenzione che tale movimento avvenga in via lineare, con semplicità e naturalezza, evitando grandi movimenti a ventaglio. Va azionato con calma e dolcemente, così da dare la possibilità alle ance di vibrare con regolarità, ottenendone un suono omogeneo e gradevole. Va fatta speciale attenzione che l'inversione del movimento del mantice venga avvertita il meno possibile. Sono da evitare forti pressioni o strappi violenti, almeno in un primo tempo.

### Ance
Le ance (dette anche voci), cuore sonoro della fisarmonica, sono piccole lame d'acciaio intonate, di solito in alluminio, controllate da valvole collegate ai tasti, che vibrando producono il suono; consistono di una lamina di acciaio, fissata ad una estremità alla piastra delle ance. L'altra estremità è libera di vibrare dentro e fuori la sede, sotto la pressione dell'aria fornita dal mantice. Le piastre delle ance sono montate su appositi supporti di legno detti somieri (di solito fatti in legno di pioppo, ma anche di legni più pregiati). Sono munite di valvole in pelle o similpelle per regolare il flusso dell'aria dette pellicine; possono essere anche in materiale plastico e in questo caso si chiamano ventilli. In base al loro timbro vengono divise in registri. Il registro più basso si chiama 16 piedi ed è traspositore, cioè abbassa l'altezza dei suoni di una ottava, quello di mezzo si chiama 8 piedi e quello alto si chiama 4 piedi. L'8 dà i suoni reali, il 4 innalza i suoni di una ottava, le combinazioni dei registri vengono ordinate dal registro più basso.
Le ance sono costruite con vari materiali e metodologie, che ne cambiano le caratteristiche del suono che possono emettere, ed influenzano il costo dello strumento; possiamo avere:
- voci a mano: costruite e rifinite interamente a mano da un artigiano (costosissime)
- voci tipo a mano: costruite al grezzo con sistemi industriali e poi rifinite a mano una per una (mediamente costose)
- voci industriali: costruite e rifinite con procedimenti meccanici (sono le meno costose)

In genere le voci a mano sono molto più belle di quelle industriali e sono le preferite dai professionisti. Ma in una fisarmonica ci sono centinaia di ance, e chiaramente averle a mano rende lo strumento molto costoso. Così che gli strumenti da studio in genere sono muniti di voci industriali che se sono di buona fattura non sfigurano affatto. Comunque lo strumento va ascoltato prima dell'acquisto, la qualità del suono di una fisarmonica non dipende solo dal tipo di ance. Molti marchi italiani avevano voci industriali (la Paolo Soprani per esempio) e costruivano ottimi strumenti.
La frequenza della fondamentale emessa da un'ancia varia a seconda della lunghezza e del peso della stessa, che determinano la velocità di vibrazione del corpo elastico. La forma varia invece più che altro il timbro. In genere i tipi più usati sono le ance piatte e quelle bombate. 
Le ance possono essere costruite in vario materiale, alluminio, acciaio e, in alcuni strumenti, ottone. Il tipo di materiale varia notevolmente la qualità e il timbro del suono. Altre distinzioni sono in base alla tecnica di fissaggio dell'ancia alla piastra porta ance:
- ancia cerata: ancia fissata alla piastra porta ance con una sostanza detta cera.
- ancia chiodata: ancia fissata alla piastra porta ance con un piccolo rivetto detto chiodo.
- ancia cerata e chiodata: ancia fissata alla piastra porta ance con ambedue i sistemi precedenti.

## Tipi

Barimar, illustre esponente dello strumento, ha inciso con varie formazioni a suo nome, un cospicuo numero di dischi fra album, singoli, compilation, per La voce del padrone.

Le fisarmoniche possono essere classificate in tre grandi tipi: le fisarmoniche da liscio, le fisarmoniche da concerto e le fisarmoniche da studio. Ognuna di queste categorie ha delle caratteristiche proprie. Normalmente una media fisarmonica da liscio ha 3 voci alla mano destra (ottava bassa, ottava centrale, ottava centrale battente, cioè leggermente "stonata") e 5 alla sinistra, per cui viene detta "in terza e quinta". In genere queste fisarmoniche sono colorate con colori molto sgargianti e decorate con scritte in madreperla.
Esistono strumenti da concerto, dalle performance maggiori, che presentano fino a 5 voci alla destra e 7 alla sinistra. I registri sono combinazioni di voci, cioè quelle leve presenti sulla cassa armonica che cambiano istantaneamente più voci nello stesso tempo. Alcuni nomi di combinazioni che si possono trovare sono: "master" (tutte le voci inserite), "bassoon" (solo ottava bassa); "clarinet" (solo ottava reale), "flute" (solo ottava reale ma con un timbro scuro), "piccolo" (solo ottava alta), "bandoneon" (ottava bassa + centrale), "violin", "musette", "voce celeste" (ottava centrale più uno o due registri battenti), "accordion" (ottava bassa + reale + reale battente), "organ" (ottava bassa + reale + alta). In termini più precisi questi registri si chiamano 16-8-4 (master), 16 (bassoon), 4 (piccolo), 16-8 (bandoneon) ecc. le combinazioni di registri variano a seconda delle fisarmoniche: le fisarmoniche da liscio, come quelle da studio, hanno 7 registri in media.
Le fisarmoniche da concerto invece ne hanno fino a 11, perché in queste fisarmoniche viene aggiunto talvolta l'8 cassotto che è un registro dal suono ovattato e molto dolce. Nelle fisarmoniche da studio e in quelle da concerto non c'è l'ottava battente in quanto tutte le ottave sono accordate perfettamente. 
I tipi di fisarmoniche a bassi converter vengono usate per lo più dai concertisti di musica classica e vengono studiate nei conservatori dove è stata istituita la cattedra di insegnamento della fisarmonica, inserita nei programmi ministeriali italiani solo nel 1993. 
Tra i principali promotori dell’inserimento della fisarmonica nei conservatori italiani si distinguono Lucio Cortese, Gervasio Marcosignori e Bio Boccosi, figure di riferimento nella diffusione dello strumento in ambito concertistico e pedagogico.
Il loro impegno ha contribuito alla piena legittimazione della fisarmonica come strumento da concerto e da studio, ponendola al pari di altri strumenti della tradizione classica.
Il maestro Salvatore di Gesualdo, insegnante al conservatorio Cherubini di Firenze, ha scritto la voce fisarmonica nel Nuovo dizionario dell'UTET. Verso la fine degli anni Ottanta ha progettato la fisarmonica da concerto "VI SdG", della ditta Victoria di Castelfidardo.
Con l'evolversi della tecnologia, sono stati costruiti sistemi elettronici MIDI da applicare alle fisarmoniche.

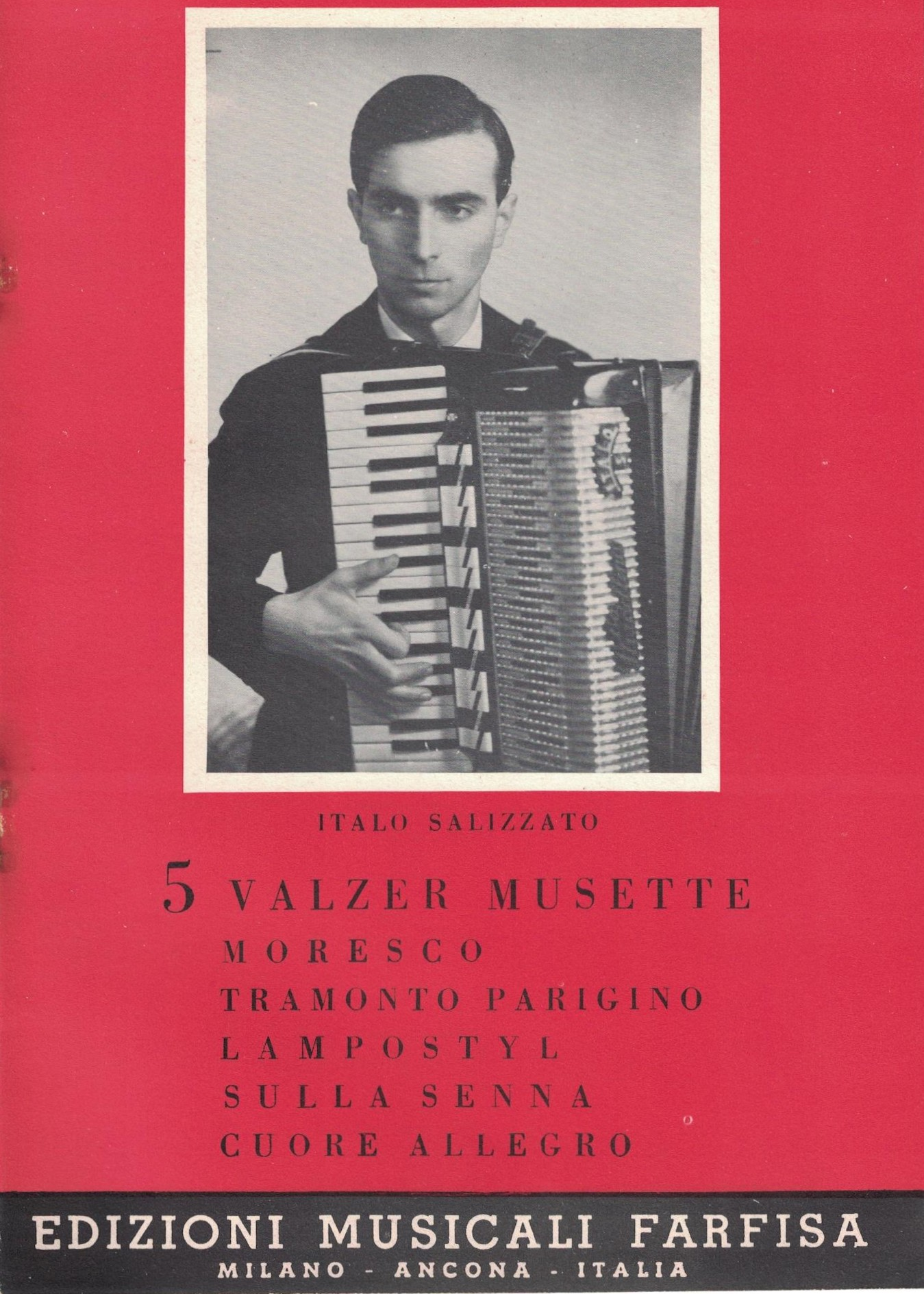
Stampa del 1964 delle Edizioni Musicali Farfisa Milano-Ancona

Esistono fisarmoniche diatoniche, chiamate anche organetti, caratterizzate da un minor numero di bassi (generalmente 2, 4, 8 o 12) e dal fatto che possono suonare agevolmente solo in determinate tonalità. Questi strumenti sono tipicamente bitonici, ovvero premendo lo stesso tasto suonano due note diverse a seconda del verso del mantice (che può essere in apertura o in chiusura). Le tradizionali fisarmoniche cromatiche (sia a piano sia a bottoni) sono invece strumenti unitonici (un tasto produce una sola nota indipendentemente dal verso del mantice), anche se esistono strumenti simili alla fisarmonica (come alcune tipologie di bandoneón) che pur essendo cromatici, cioè consentendo di suonare in qualsiasi tonalità, sono contemporaneamente bitonici.